# Phrynobatrachus parkeri
Phrynobatrachus parkeri là một loài ếch trong họ Petropedetidae.
Nó được tìm thấy ở Cộng hòa Dân chủ Congo, có thể cả Cộng hòa Congo, và có thể cả Sudan.
Các môi trường sống tự nhiên của chúng là các khu rừng ẩm ướt đất thấp nhiệt đới hoặc cận nhiệt đới, xavan ẩm, vùng đất ẩm có cây bụi nhiệt đới hoặc cận nhiệt đới, đồng cỏ nhiệt đới hoặc cận nhiệt đới vùng ngập nước hoặc lụt theo mùa, đầm nước ngọt, đầm nước ngọt có nước theo mùa, các khu rừng trước đây bị suy thoái nặng nề, ao, và kênh đào và mương rãnh.